# Corio
Corio é uma comuna italiana da região do Piemonte, província de Turim, com cerca de 3.163 habitantes. Estende-se por uma área de 41 km², tendo uma densidade populacional de 77 hab/km². Faz fronteira com Locana, Sparone, Pratiglione, Forno Canavese, Coassolo Torinese, Rocca Canavese, Balangero, Mathi, Nole, Grosso.

## Demografia
| Variação demográfica do município entre 1861 e 2011                               |
|                                                                                   |
| Fonte: Istituto Nazionale di Statistica (ISTAT) - Elaboração gráfica da Wikipedia |